# Ален Ливерић
Ален Ливерић (Ријека, 14. јун 1967) хрватски је глумац.

## Биографија
Рођен је 14. јуна 1967. у Ријеци. Уписао је студије глуме на загребачкој Академији драмске уметности, одсек у Ријеци, 1986. године. Дипломирао је 1990, а од исте године је стални члан ансамбла драме Хрватског народног казалишта Ивана пл. Зајца у Ријеци. Године 1997. прешао је у Хрватско народно казалиште у Вараждину, да би се 2001. вратио у Ријеку. Наредних 14 година је носио репертоар ријечког позоришта, где има статус првака. Од јануара 2016. је у ангажману Хрватског народног казалишта у Задру.

## Филмографија
| Год.       | Назив                  | Улога                |
| ---------- | ---------------------- | -------------------- |
| 1988.      | Загрљај                |                      |
| 1990.      | Карневал, анђео и прах | Шегрт                |
| 1991.      | Вјежбање живота        |                      |
| 1994.      | Мука                   | Ђавал                |
| 1998.      | Трансатлантик          | Лука                 |
| 1999.      | Четвероред             | Блаж Блажинић        |
| 2002.      | Сјећање на Георгију    | Иван Старчевић       |
| 2004.      | Дуга мрачна ноћ        | Јозеф Шмит           |
| 2005.      | Бумеранг               | Бошко Кривић         |
| 2007−2008. | Добре намјере          | Свен                 |
| 2008.      | Ничији син             | Иван                 |
| 2005−2008. | Луда кућа              | Јошко Какарига       |
| 2008.      | Хитна 94               | др Томислав Матић    |
| 2011.      | Уста уста              | др Пиетрић           |
| 2011.      | Флеке                  | др Марио             |
| 2011.      | Јосеф                  | Натпоручник Тифенбах |
| 2011.      | Мезанин                | Шеф                  |
| 2011−2012. | Ларин избор            | Зоран Арманини       |
| 2013.      | Загонетни дјечак       | Млинарић             |
| 2013.      | Хитац                  | Матија               |
| 2013−2014. | Зора дубровачка        | Ђиво Кнего           |
| 2013.      | Стела                  | Фрањов пријатељ      |
| 2014−2015. | Ватре ивањске          | Патрик Видан         |
| 2014.      | Број 55                | Извиђач              |
| 2016.      | С оне стране           | Вулетић              |
| 2016−2018. | Новине                 | Тони Нардели         |
| 2017.      | Мртве рибе             | Зец                  |
| 2017.      |                        | Трговац              |
| 2018.      | Одгој младежи          | Петровић             |
| 2018.      | Почивали у миру        | Анте Леко            |
| 2018.      | Дом                    |                      |
| 2018.      | Пети кат лијево        | Маријан              |
| 2018.      | Ф20                    | Баја                 |
| 2018.      | Главно јело            |                      |
| 2019.      | Генерал                | Бродски путник       |
| 2019−2020. | Друго име љубави       | Шоле                 |
| 2021.      | Плави цвијет           | Јаков                |
| 2021.      | По тамбури             | Албино Аборидин      |
| 2022.      | Нестали                | Заповедник ХВ        |
| 2022−2023. | Кумови                 | Дамир                |
| 2022.      | Дивљаци                | Зоља                 |
| 2024.      | Мајка Мара             | Воја                 |
| 2024.      |                        | Бранко               |

## Лични живот
Има две ћерке с бившом супругом Дијаном, с којом се разишао 2011. године. У вези је са глумицом Анастазијом Балаж, са којом има два сина.

## Награде
- 1996. Награда за најбољег младог глумца и награда „Медитеран” Новог листа за улогу Владимира (Чекајући Годоа) на Хрватском фестивалу малих сцена у Ријеци
- 2001. Награда за најбољу креацију и анимацију на 18. СЛУК-у за улогу Феликса у представи Оком око ока луткарске сцене ХНК Вараждин
- 2001. Награда „Фабијан Шоваговић” на 8. фестивалу глумца у Винковцима за најбоље глумачко остварење за улогу Феликса (Оком око ока, Луткарске сцене ХНК Вараждин)
- 2001. Награда пет звездица на Међународном фестивалу у Марибору за најбољу представу Оком око ока
  - За исту представу награђен је и на фестивалима у Пакистану, Турској и у Лондону.
- 2003. Дани сатире у Загребу — Глумачка награда Златни смијех за улогу Креше у представи Комшилук наглавачке
- 2004. Марулићеви дани у Сплиту — Награда „Марул” за најбоље глумачко остварење за улогу Доменика Соријана у представи Филумена Мартурано Е. Де Филипа
- 2004. Дани сатире у Загребу — глумачка награда Златни смијех за улогу Доменика Соријана у представи Филумена Мартурано Е. Де Филипа
- 2005. Награда Приморско-горанске жупаније за унапређивање квалитета културног стваралаштва, за улогу у представи Филумена Мартурано
- 2006. Награда града Ријеке за улогу Волфганга Амадеуса Моцарта у представи Амадеус П. Шафера
- 2006. Награда „Ранијеро Брумини” ХНК Ивана пл. Зајца за најбоље остварену мушку улогу у сезони 2005/06. за улогу Волфганга Амадеуса Моцарта у представи Амадеус П. Шафера
- 2008. Златна арена за најбољу главну мушку улогу на 55. Фестивалу играног филма у Пули за улогу Ивана у филму Ничији син редитеља Арсена Антона Остојића
- 2008. Награда „Ранијеро Брумини” ХНК Ивана пл. Зајца за најбоље остварену мушку улогу у сезони 2007/08. за улогу Петруча у представи Укроћена горопадница Вилијама Шекспира
- 2008. Посебно признање „Др Ђуро Рошић” за најбољи глумачки пар сезоне 2007/08, са Јеленом Лопатић, за улоге Јелене и Алена у представи Турбо-фолк О. Фрљића
- 2009. Награда за најбољег глумца на филмском фестивалу East-West у Оренбургу (Русија) за улогу Ивана у филму Ничији син редитеља Арсена Антона Остојића
- 2019. Награда за најбољег глумца на америчком филмском фестивалу краткометражног филма Milwaukee Twisted Dreams Film Festival у Висконсину у САД за улогу у филму Посљедњи бунар Филипа Фалковића
- 2019. Награда за најбољу мушку улогу на филмском фестивалу End Of Days у Флориди (Орландо) за улогу у филму Посљедњи бунар Филипа Фалковића